# Nick Shore
Nicholas „Nick“ Shore (* 26. September 1992 in Denver, Colorado) ist ein US-amerikanischer Eishockeyspieler, der seit Juli 2024 beim Linköping HC aus der Svenska Hockeyligan (SHL) unter Vertrag steht und dort auf der Position des Centers spielt. Sein älterer Bruder Drew Shore ist ebenfalls professioneller Eishockeyspieler. Zuvor war Shore unter anderem für die Los Angeles Kings, Ottawa Senators, Calgary Flames, Toronto Maple Leafs und Winnipeg Jets in der National Hockey League (NHL) aktiv.

## Karriere
Nachdem Shore zunächst im Bundesstaat Colorado gespielt hatte, wechselte er im Alter von 16 Jahren ins US National Team Development Program des US-amerikanischen Eishockeyverbandes USA Hockey. Dort spielte er für deren Auswahlen bis zum Sommer 2010 in der North American Hockey League und United States Hockey League. Anschließend kehrte der Mittelstürmer in seine Geburtsstadt zurück und begann ein Studium an der University of Denver. Mit deren Eishockeyteam, den Pioneers, war er in den folgenden drei Jahren in der Western Collegiate Hockey Association, einer Division der National Collegiate Athletic Association, aktiv. Dabei wurde er zweimal ins All-Academic-Team der Division gewählt und im NHL Entry Draft 2011 in der dritten Runde an 82. Stelle von den Los Angeles Kings ausgewählt.
Die Kings nahmen ihren Draft-Pick nach Abschluss seines Studiums im April 2013 unter Vertrag. Sie setzten den Angreifer im Verlauf der Saison 2013/14 zunächst in ihrem Farmteam, den Manchester Monarchs, in der American Hockey League ein. Dort sammelte Shore in 68 Partien 38 Scorerpunkte und empfahl sich für die folgende Spielzeit damit nachhaltig. In der Saison 2014/15 feierte er schließlich sein NHL-Debüt und pendelte zwischen Kings und Monarchs. Gekrönt wurde das Spieljahr vom Gewinn des Calder Cups mit Manchester. Zur Saison 2015/16 erarbeitete der US-Amerikaner schließlich einen Stammplatz im Kader der Kings.
Nach fast fünf Jahren in der Organisation gaben ihn die Kings im Februar 2018 samt Marián Gáborík an die Ottawa Senators ab und erhielten im Gegenzug Dion Phaneuf und Nate Thompson. Nur wenige Tage später schickten ihn die Senators zur Trade Deadline zu den Calgary Flames und erhielten dafür ein Siebtrunden-Wahlrecht für den NHL Entry Draft 2019. In Calgary beendete er die Saison 2017/18, erhielt aber keinen weiterführenden Vertrag, sodass er fortan auf der Suche nach einem neuen Arbeitgeber war. Diesen fand er schließlich im Oktober 2018, als er beim HK Metallurg Magnitogorsk aus der Kontinentalen Hockey-Liga (KHL) einen Einjahresvertrag unterzeichnete. Diesen erfüllte er und kehrte anschließend in die NHL zurück, indem er im Juli 2019 einen weiteren Einjahresvertrag bei den Toronto Maple Leafs signierte. Als er dort im Dezember 2019 über den Waiver in die AHL geschickt werden sollte, wurde sein Vertrag von den Winnipeg Jets übernommen.
Bei den Jets beendete er die Spielzeit 2019/20, erhielt jedoch keinen weiterführenden Vertrag, sodass er im November 2020 abermals nach Europa wechselte und sich dem HK Dukla Trenčín aus der slowakischen Extraliga anschloss. Dort unterzeichnete er, gemeinsam mit seinem Bruder Drew, einen Vertrag bis zum Jahresende und erzielte in fünf Spielen zehn Scorerpunkte, davon vier Tore und sechs Assists. Anschließend wechselte er in die Schweizer National League zum EV Zug. Mit dem EVZ gewann er am Ende der Saison die Schweizer Meisterschaft und kehrte anschließend in die KHL zurück, wo er bis Anfang März 2022 für den HK Sibir Nowosibirsk auflief. Infolge des russischen Überfalls auf die Ukraine verließ er den Klub jedoch umgehend und schloss sich Ende Juli 2022 dem HC Ambrì-Piotta aus der Schweiz an.
Für den HCAP stand der US-Amerikaner bis Dezember 2022 in 18 Partien auf dem Eis, ehe er zum schwedischen Klub HV71 aus der Svenska Hockeyligan (SHL) wechselte. Beim HV71 war Shore bis zum Ende der Saison 2023/24 tätig. Das Engagement endete nach dem erfolgreichen Klassenerhalt und daraufhin Ligakonkurrent Linköping HC die Verpflichtung des Stürmers zur folgenden Spielzeit bekannt gab.

### International
Shore vertrat sein Heimatland bei der U18-Junioren-Weltmeisterschaft 2010 in Belarus. Dabei bestritt er alle sieben Turnierspiele und sammelte zehn Scorerpunkte. Darunter befanden sich drei Tore, von denen er zwei im Halbfinale erzielte. Gemeinsam mit Adam Clendening und Rocco Grimaldi war er damit teamintern bester Scorer. Die Amerikaner gewannen durch einen 3:1-Sieg im Finale über Schweden die Goldmedaille. Im Seniorenbereich nahm er an den Olympischen Winterspielen 2022 in der chinesischen Hauptstadt Peking teil, wo er mit der Mannschaft den fünften Rang belegte.

## Erfolge und Auszeichnungen
| - 2012 WCHA All-Academic Team - 2013 WCHA All-Academic Team - 2015 Teilnahme am AHL All-Star Classic | - 2015 Calder-Cup-Gewinn mit den Manchester Monarchs - 2021 Schweizer Meister mit dem EV Zug |

### International
- 2010 Goldmedaille bei der U18-Junioren-Weltmeisterschaft

## Karrierestatistik
Stand: Ende der Saison 2024/25

### International
Vertrat die USA bei:
- U18-Junioren-Weltmeisterschaft 2010
- Olympischen Winterspielen 2022

(Legende zur Spielerstatistik: Sp oder GP = absolvierte Spiele; T oder G = erzielte Tore; V oder A = erzielte Assists; Pkt oder Pts = erzielte Scorerpunkte; SM oder PIM = erhaltene Strafminuten; +/− = Plus/Minus-Bilanz; PP = erzielte Überzahltore; SH = erzielte Unterzahltore; GW = erzielte Siegtore; 1 Play-downs/Relegation; Kursiv: Statistik nicht vollständig)